# Ганс-Петер Кнауст
Ганс-Петер Кнауст (нім. Hans-Peter Knaust; 7 серпня 1906, Кіль — 22 жовтня 1983, Кевелар) — німецький офіцер, оберстлейтенант вермахту. Кавалер Лицарського хреста Залізного хреста з дубовим листям.

## Біографія
5 березня 1924 року вступив в 4-й піхотний полк. З 3 січня 1939 року — командир 8-ї (кулеметної) роти 79-го піхотного полку. Учасник Французької кампанії, під час якої 24 травня 1940 року був переведений в 2-й батальйону 4-го стрілецького полку 6-ї танкової дивізії. З 1 серпня 1940 року — командир 4-ї роти 6-го мотоциклетного батальйону. З червня 1941 року брав участь в Німецько-радянській війні. З 19 жовтня 1941 року — командир 2-го батальйону 4-го стрілецького полку. 31 грудня 1941 року важко поранений. З 4 лютого 1943 року — командир 64-го навчального моторизованого батальйону. З вересня 1944 року — командир бойової групи «Зонненштуль» 2-го танкового корпусу СС. Відзначився у боях під Арнемом. З листопада 1944 року — командир 16-го танкового полку. Учасник Арденнського наступу. З 1 лютого 1945 року — командир полку «Кнауст» 490-ї піхотної дивізії. 5 травня 1945 року здався британським військам. 5 травня 1946 року звільнений.

## Нагороди
- Медаль «За вислугу років у Вермахті» 4-го і 3-го класу (12 років)
- Залізний хрест
  - 2-го класу (24 травня 1940)
  - 1-го класу (21 липня 1940)
- Штурмовий піхотний знак в сріблі
- Нагрудний знак «За поранення» в сріблі
- Німецький хрест в золоті (28 лютого 1942)
- Медаль «За зимову кампанію на Сході 1941/42»
- Лицарський хрест Залізного хреста з дубовим листям
  - лицарський хрест (28 вересня 1944)
  - дубове листя (№843; 17 квітня 1945)
- Відзначений у Вермахтберіхт
  - «У важких боях на північному заході Німеччини 490-та піхотна дивізія під керівництвом оберста Беренда, нагородженого дубовим листям до Лицарського хреста Залізного хреста, продемонструвала виняткову стійкість. Оберстлейтенант Кнауст, командир полку цієї дивізії, нагороджений Лицарським хрестом Залізного хреста, особливо відзначився своєю особистою відданістю в цих боях.» (18 квітня 1945)